# Svenska mästerskapen i jujutsu 1993
Svenska mästerskapen i ju-jutsu 1993 avgjordes i Umeå 1993.
Arrangerande förening var  Umeå Budoklubb. 

## Resultat
| Placering | Namn              | Klubb          |
| --------- | ----------------- | -------------- |
| Guld      | Ulrika Olofsson   | Umeå Budoklubb |
| Silver    | Ingela Viktorsson | Umeå Budoklubb |
| Brons     | Annika Nilsson    | Umeå Budoklubb |

| Placering | Namn           | Klubb          |
| --------- | -------------- | -------------- |
| Guld      | Malin Dotzsky  | Borlänge JJK   |
| Silver    | Kerstin Olsson | Stockholm      |
| Brons     | Åsa Bertilsson | Umeå Budoklubb |

| Placering | Namn             | Klubb          |
| --------- | ---------------- | -------------- |
| Guld      | Musse Hasselvall | Nacka JJK      |
| Silver    | Klas Jansson     | Borlänge JJK   |
| Brons     | Samuel Lundberg  | Umeå Budoklubb |

| Placering | Namn              | Klubb          |
| --------- | ----------------- | -------------- |
| Guld      | Christer Öqvist   | Umeå Budoklubb |
| Silver    | Niklas Sävenstedt | Umeå Budoklubb |
| Brons     | Johan Blomdahl    | Herrljunga JJK |

| Placering | Namn            | Klubb          |
| --------- | --------------- | -------------- |
| Guld      | Lars Pettersson | Borlänge JJK   |
| Silver    | John Pääkkönen  | Umeå Budoklubb |
| Brons     | Peter Karlsson  | Bålsta JJK     |

| Placering | Namn            | Klubb                |
| --------- | --------------- | -------------------- |
| Guld      | Morgan Stoppert | Linköpings Budoklubb |
| Silver    | Henric Lidberg  | BK Hiyama, Varberg   |
| Brons     | Mikael Smith    | Linköpings Budoklubb |

| Placering | Namn                              | Klubb                |
| --------- | --------------------------------- | -------------------- |
| Guld      | Peter Karlsson / Jonas Halsius    | Upplands-Bro JJK     |
| Silver    | Göran Westling / Erik Lundström   | Sundsvalls Budoklubb |
| Brons     | Kåre Nordström / Morgan Nordström | Timrå JJK            |

| Placering | Namn                              | Klubb            |
| --------- | --------------------------------- | ---------------- |
| Guld      | Monika Laxfors / Isabelle Sarfati | Upplands-Bro JJK |
| Silver    | Ida Sjöström / Åsa Bertilsson     | Umeå Budoklubb   |
| Brons     | Sara Johansson / Sofia Andersson  | Växjö JJK        |

| Placering | Namn                              | Klubb                |
| --------- | --------------------------------- | -------------------- |
| Guld      | Marlene Norberg / Jan Larsson     | Sundsvalls Budoklubb |
| Silver    | Margareta Selander / Anders Lodin | Timrå JJK            |
| Brons     | Tina Sandström / Andre Gullbrand  | Umeå Budoklubb       |